# Retábulo de Mérode
O Retábulo de Mérode é um tríptico com a Anunciação ao centro da autoria do pintor flamengo Robert Campin, embora se pense que possa ter sido algum seu discípulo que copiou o original de Campin. Foi criado entre 1427-32.
O Retábulo de Mérode encontra-se actualmente no Metropolitan Museum of Art de Nova Iorque.

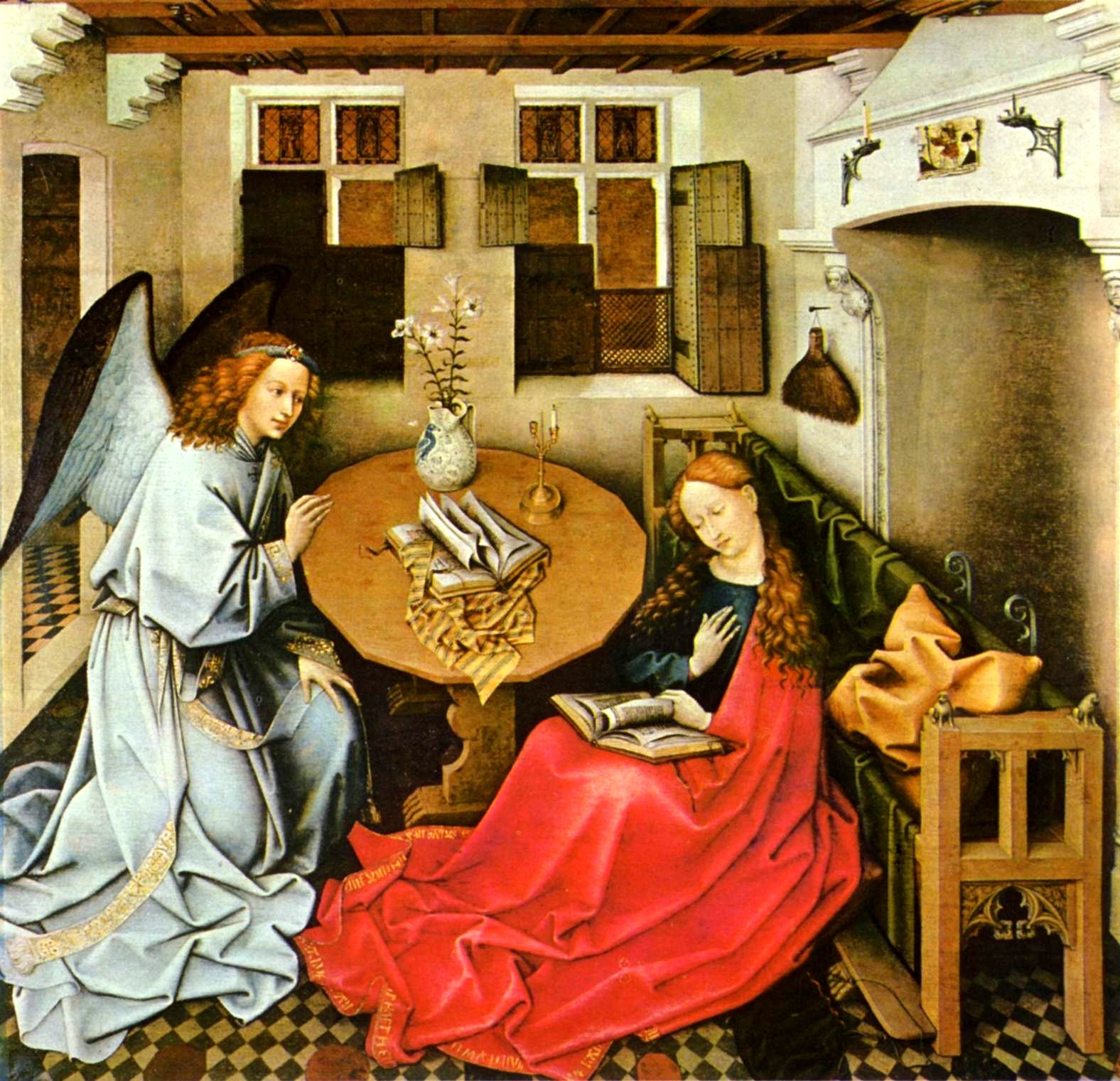
A Anunciação existente no Museus Reais de Belas-Artes da Bélgica de Bruxelas, que pode ser a versão original de Robert Campin (cerca de 1420-1440), e onde a figura da Virgem é semelhante à figura da obra Madalena lendo de Van der Weyden, obra esta exposta na National Gallery (Londres).

## Descrição
A obra é um tríptico ou painel com três pinturas. Foi provavelmente encomendado para uso privado, sendo o painel central relativamente pequeno com 64 x 63 cm e cada pintura lateral medindo 65 x 27 cm.
O retrato dos doadores está no painel esquerdo; a figura da doadora e o servo atrás dela parecem terem sido acrescentados à pintura após a sua conclusão por um artista diferente, talvez após o doador ter casado. Os doadores estão identificados como burgueses que viviam na vizinhança de Mechelen havendo referência a eles em Tournai em 1427 pelo brasão de armas que surgem nos vitrais da janela no painel central.
O painel central representa a Anunciação ou, mais precisamente, o momento imediatamente anterior, pois Maria não está ciente ainda da presença do arcanjo. Uma pequena imagem de Cristo, segurando uma cruz, voa em direção a Maria, representando a sua impregnação por Deus. Uma cena invulgar de S. José a trabalhar como carpinteiro ocupa o painel do lado direito. Outra característica incomum é que, embora Maria e José se casem só após a Anunciação, são apresentados aparentemente como vivendo juntos naquele momento.
Há uma outra versão da Anunciação em Bruxelas (imagem ao lado) que pode ser a versão original de Campin e de que o painel central do Retábulo de Mérode seja uma cópia.
O Retábulo de Mérode pertenceu às famílias aristocráticas belgas Arenberg e Merode antes de ter chegado ao mercado de arte e ser comprado pelo Metropolitan em 1956.

## Detalhes

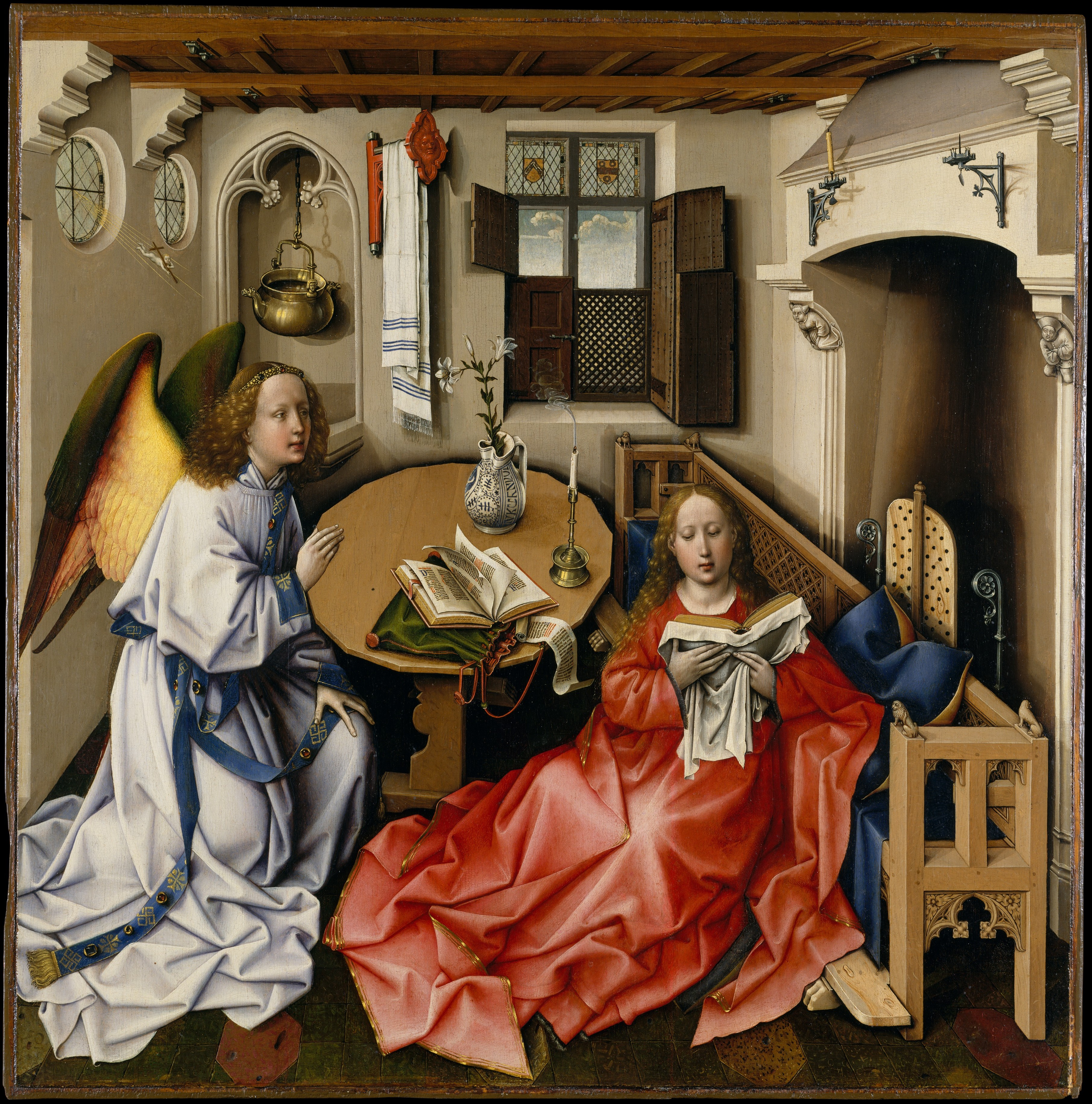
Meio
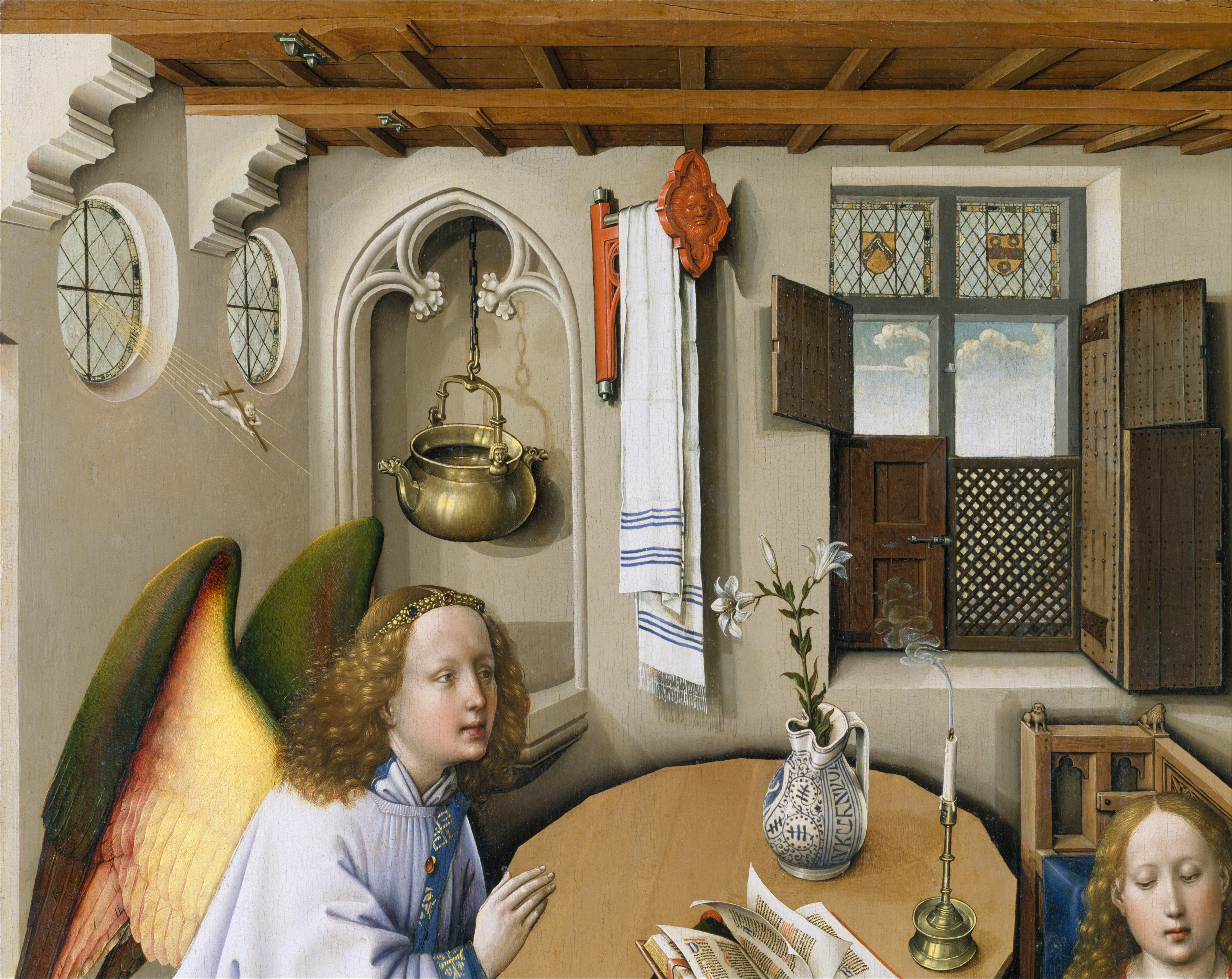
Meio
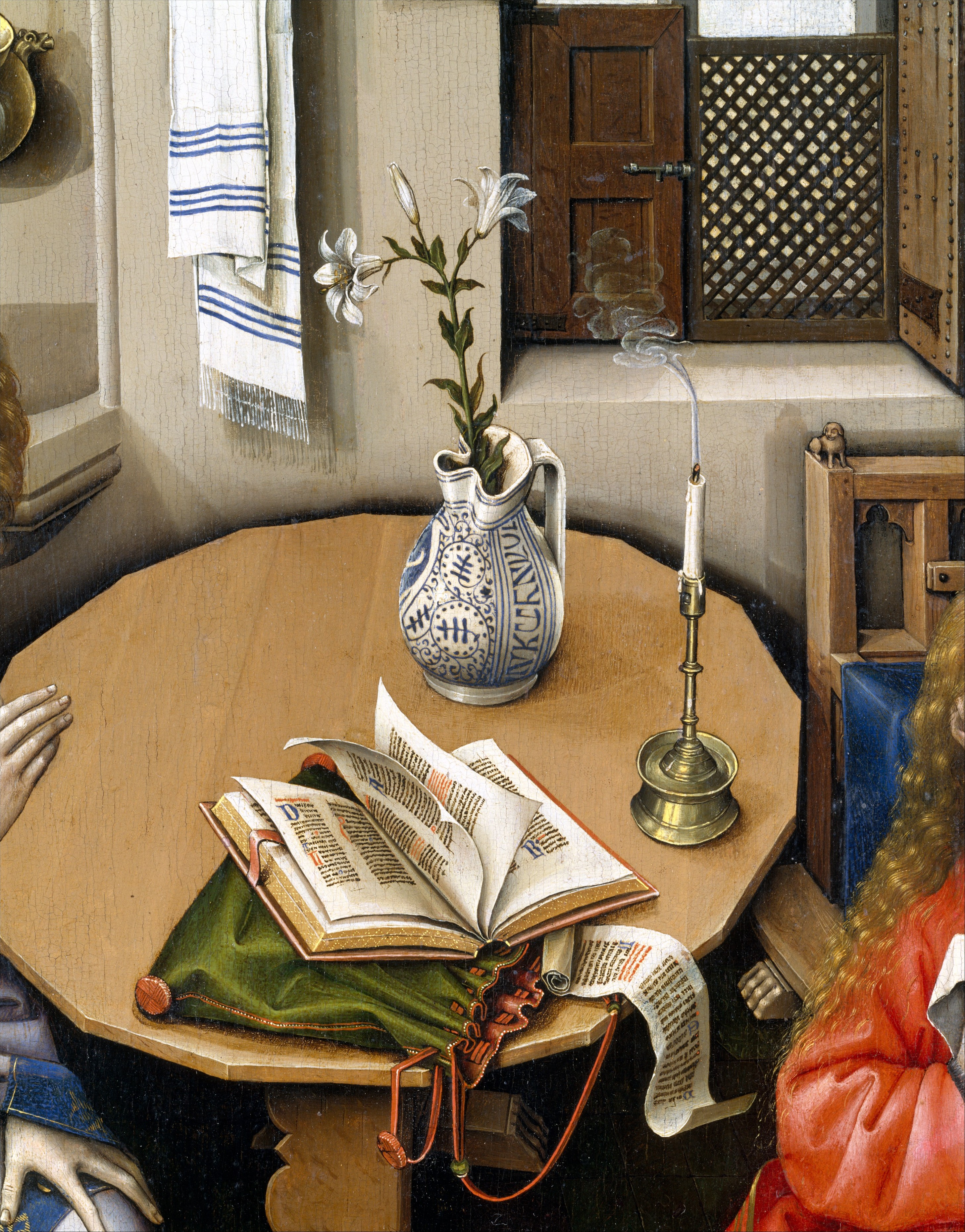
Meio
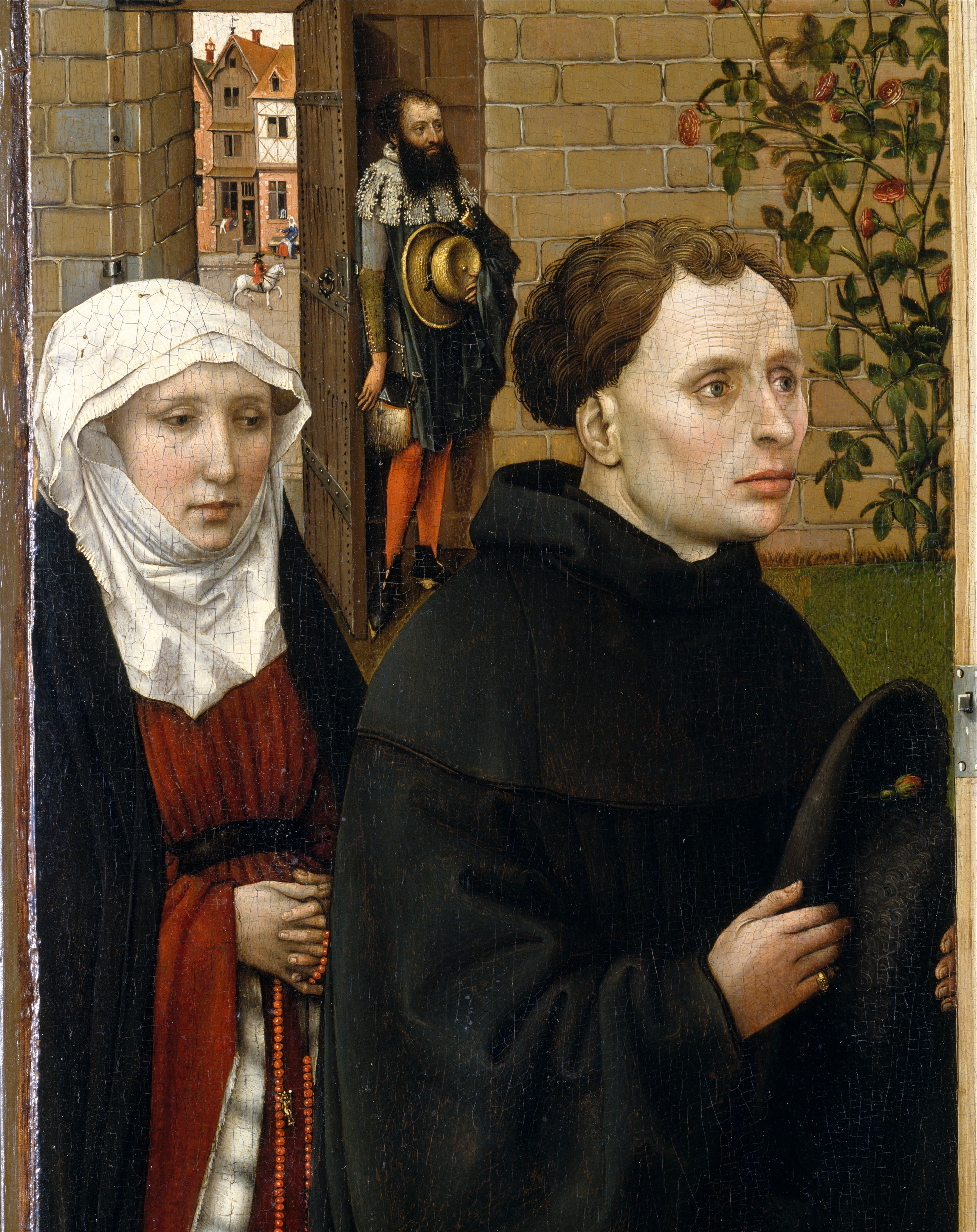
Esquerdo
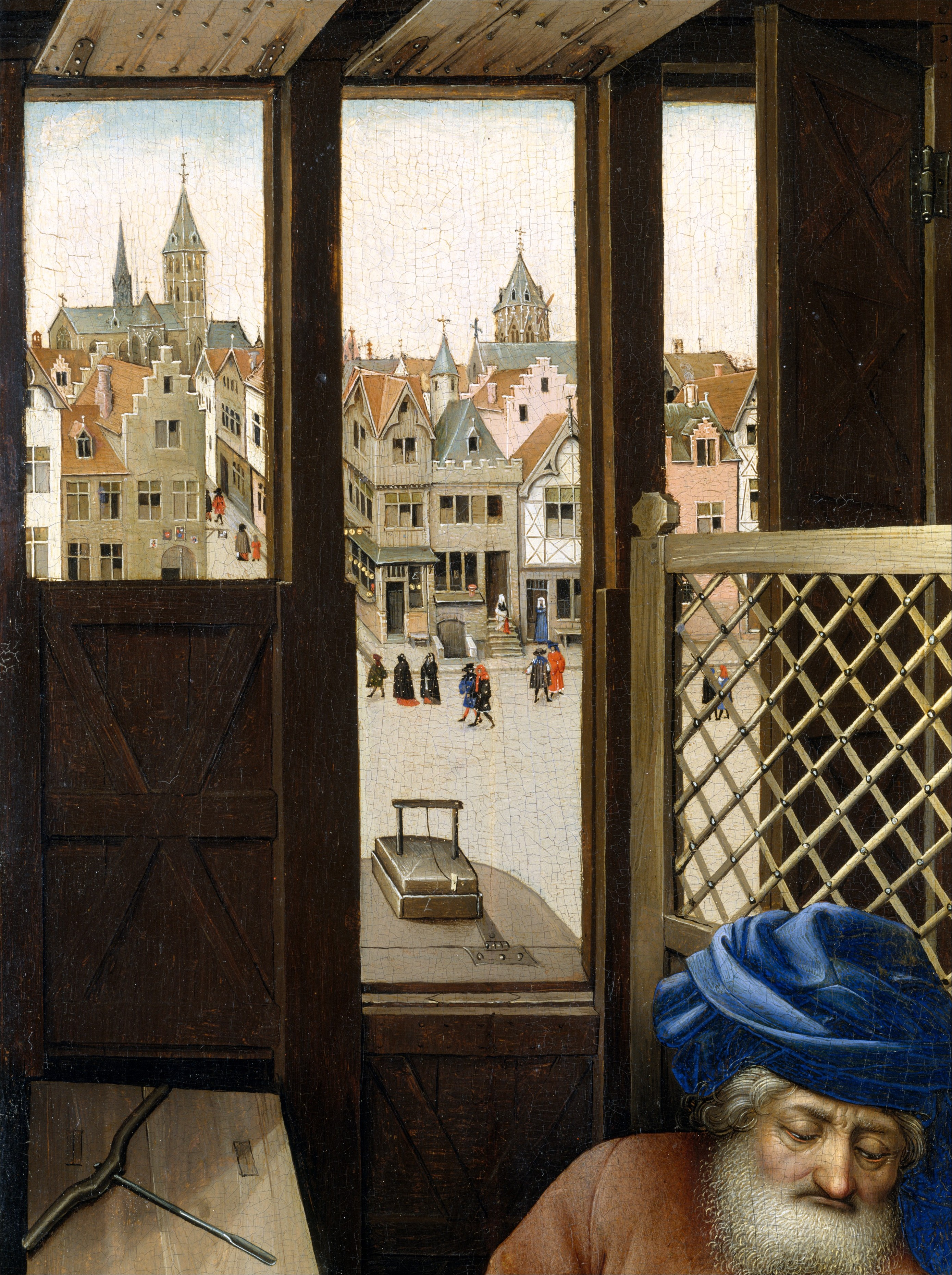
Direito
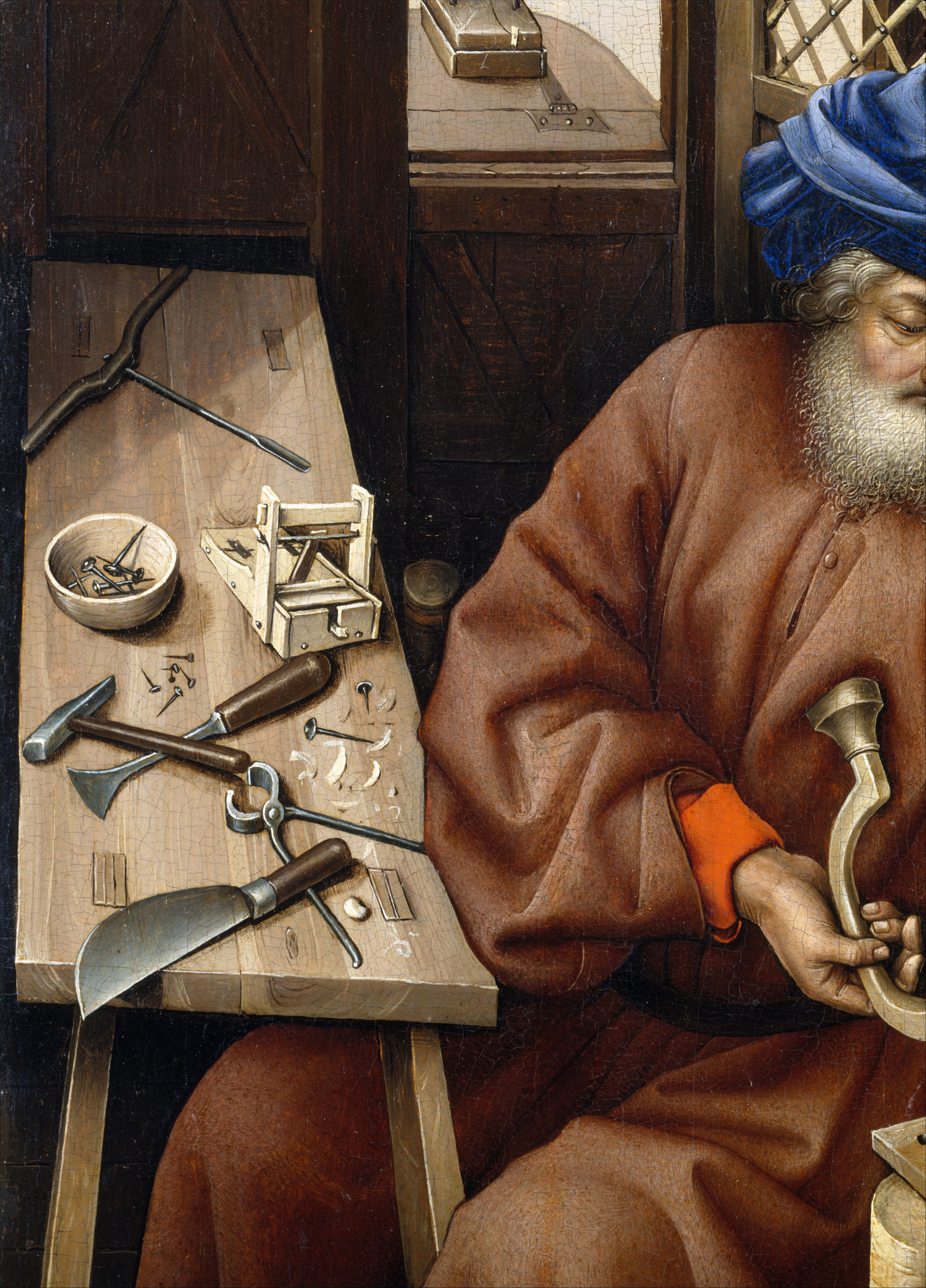
Direito
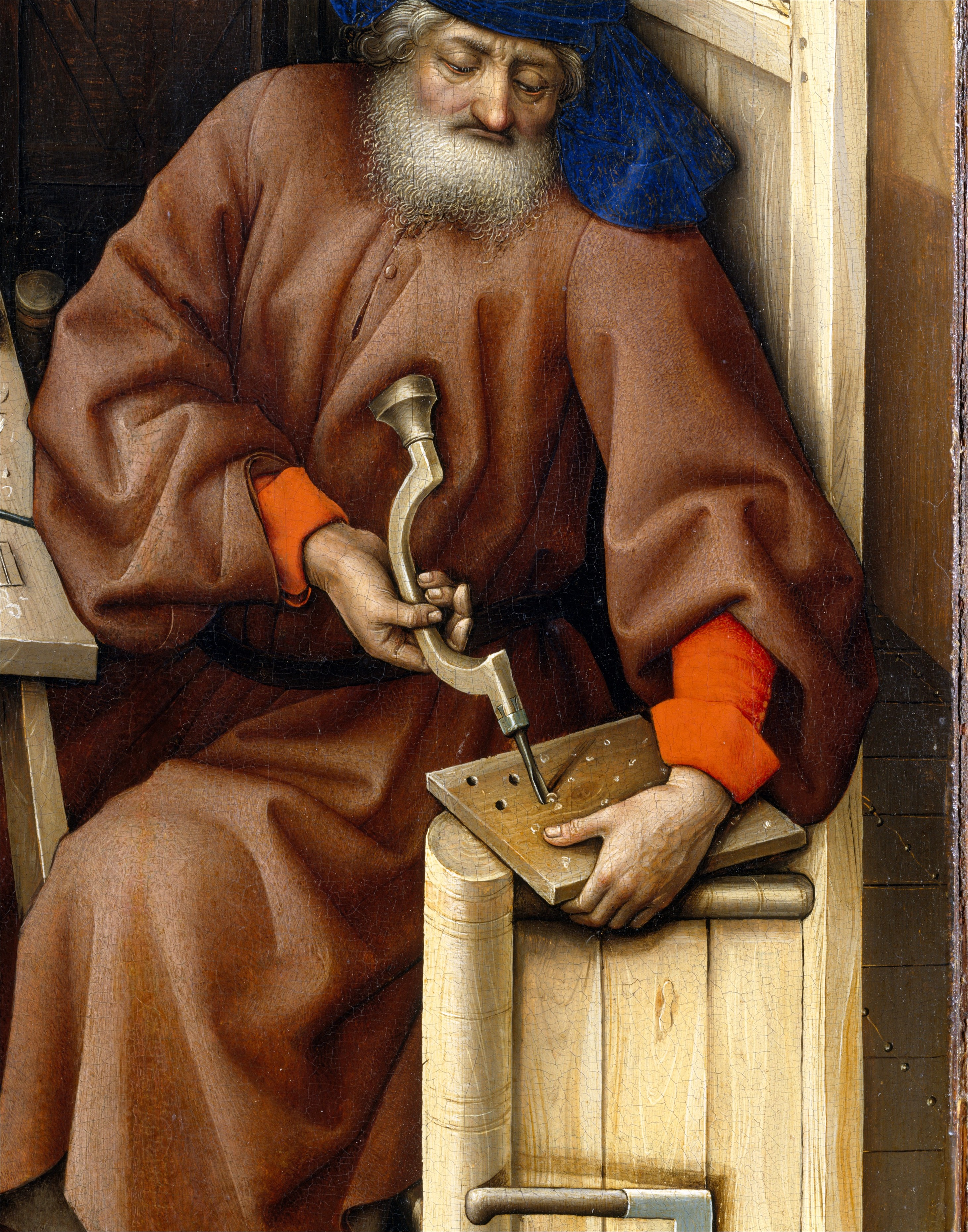
Direito